# Аламбай
Аламба́й (рос. Аламбай) — селище у складі Зоринського району Алтайського краю, Росія. Адміністративний центр та єдиний населений пункт Аламбайської сільської ради.

## Населення
Населення — 699 осіб (2010; 866 у 2002).
Національний склад (станом на 2002 рік):
- росіяни — 93 %